# Грушић
Грушић је поцерско село у општини Шабац у Мачванском округу. Према попису из 2022. било је 651 становника. Село је познато по производњи јагода и узгаја се просечно 4.500 садница по становнику.

## Галерија
- Сеоски дом
- Споменик испред Дома
- Спомен плоча на школи
- Центар села

## Демографија
У насељу Грушић живи 701 пунолетни становник, а просечна старост становништва износи 42,2 година (40,4 код мушкараца и 44,1 код жена). У насељу има 259 домаћинстава, а просечан број чланова по домаћинству је 3,37.
Ово насеље је великим делом насељено Србима (према попису из 2002. године).
|  |

| Демографија | Демографија | Демографија |
| Година      | Становника  | Становника  |
| ----------- | ----------- | ----------- |
| 1948.       | 1.179       |             |
| 1953.       | 1.238       |             |
| 1961.       | 1.173       |             |
| 1971.       | 1.071       |             |
| 1981.       | 1.003       |             |
| 1991.       | 976         | 975         |
| 2002.       | 874         | 875         |

| Етнички састав према попису из 2002.‍ | Етнички састав према попису из 2002.‍ | Етнички састав према попису из 2002.‍ | Етнички састав према попису из 2002.‍ | Етнички састав према попису из 2002.‍ |
| ------------------------------------ | ------------------------------------ | ------------------------------------ | ------------------------------------ | ------------------------------------ |
|                                      |                                      |                                      |                                      |                                      |
| Срби                                 | Срби                                 |                                      | 873                                  | 99,88%                               |
| Југословени                          | Југословени                          |                                      | 1                                    | 0,11%                                |
| непознато                            | непознато                            |                                      | 0                                    | 0,0%                                 |

| Година пописа     | 1948. | 1953. | 1961. | 1971. | 1981. | 1991. | 2002. |
| ----------------- | ----- | ----- | ----- | ----- | ----- | ----- | ----- |
| Број домаћинстава | 238   | 231   | 264   | 266   | 261   | 277   | 259   |

| Број чланова      | 1  | 2  | 3  | 4  | 5  | 6  | 7 | 8 | 9 | 10 и више | Просек |
| ----------------- | -- | -- | -- | -- | -- | -- | - | - | - | --------- | ------ |
| Број домаћинстава | 45 | 65 | 34 | 41 | 27 | 36 | 8 | 1 | 2 | 0         | 3,37   |

| Пол    | Укупно | Неожењен/Неудата | Ожењен/Удата | Удовац/Удовица | Разведен/Разведена | Непознато |
| ------ | ------ | ---------------- | ------------ | -------------- | ------------------ | --------- |
| Мушки  | 378    | 107              | 242          | 21             | 8                  | 0         |
| Женски | 362    | 37               | 237          | 77             | 9                  | 2         |
| УКУПНО | 740    | 144              | 479          | 98             | 17                 | 2         |

| Пол    | Укупно                    | Пољопривреда, лов и шумарство | Рибарство                            | Вађење руде и камена | Прерађивачка индустрија       |
| ------ | ------------------------- | ----------------------------- | ------------------------------------ | -------------------- | ----------------------------- |
| Мушки  | 296                       | 257                           | 0                                    | 0                    | 7                             |
| Женски | 190                       | 176                           | 0                                    | 0                    | 2                             |
| УКУПНО | 486                       | 433                           | 0                                    | 0                    | 9                             |
| Пол    | Производња и снабдевање   | Грађевинарство                | Трговина                             | Хотели и ресторани   | Саобраћај, складиштење и везе |
| Мушки  | 2                         | 8                             | 6                                    | 1                    | 6                             |
| Женски | 0                         | 0                             | 8                                    | 0                    | 0                             |
| УКУПНО | 2                         | 8                             | 14                                   | 1                    | 6                             |
| Пол    | Финансијско посредовање   | Некретнине                    | Државна управа и одбрана             | Образовање           | Здравствени и социјални рад   |
| Мушки  | 0                         | 1                             | 3                                    | 1                    | 2                             |
| Женски | 0                         | 1                             | 0                                    | 0                    | 2                             |
| УКУПНО | 0                         | 2                             | 3                                    | 1                    | 4                             |
| Пол    | Остале услужне активности | Приватна домаћинства          | Екстериторијалне организације и тела | Непознато            | Непознато                     |
| Мушки  | 1                         | 0                             | 0                                    | 1                    | 1                             |
| Женски | 1                         | 0                             | 0                                    | 0                    | 0                             |
| УКУПНО | 2                         | 0                             | 0                                    | 1                    | 1                             |